# Eneko Ortiz
Eneko Ortiz Díaz (Miranda de Ebro, 26 de mayo de 2003) es un futbolista español que juega como lateral izquierdo en el Deportivo Alavés "B" de la Segunda Federación.

## Trayectoria
Nacido en Miranda de Ebro, se une al fútbol base del Deportivo Alavés en 2019 procedente del CD Mirandés.En abril de 2022 renueva su contrato con el club hasta 2025,debutando con el filial el 30 de abril del mismo año al entrar como suplente en los minutos finales de un empate por 2-2 frente al Urdúliz FT en la Tercera División RFEF.Asciende definitivamente al filial para la Segunda Federación 2022-23.
Logra debutar con el primer equipo el 26 de mayo de 2024 al entrar como suplente en la segunda mitad de un empate por 1-1 frente a la UD Las Palmas en la Primera División.

## Clubes
Actualizado al último partido disputado el 26 de mayo de 2024.
| Club                 | País   | Año       | Partidos | Goles |
| -------------------- | ------ | --------- | -------- | ----- |
| Deportivo Alavés "B" | España | 2022-act. | 62       | 2     |
| Deportivo Alavés     | España | 2024-act. | 1        | 0     |